# ليسبوس (مقاطعة)
ليسبوس باليونانية Νομός Λέσβου هي إحدى مقاطعات اليونان, تتكون من جزيرتين: ليسبوس وليمنوس .